# Gemylus wainiloka
Gemylus wainiloka är en skalbaggsart som beskrevs av Dillon 1952. Gemylus wainiloka ingår i släktet Gemylus och familjen långhorningar.
Artens utbredningsområde är Fiji. Inga underarter finns listade i Catalogue of Life.